# Növényszervezettan
A növényszervezettan (fitoorganológia) a növénytan egyik ága, melynek feladata a növények belső anatómiai és külső morfológiai felépítésének, önfenntartó és fajfenntartó szerveződésének vizsgálata és leírása. Eredményei alapvetően a növénytan további részkutatásaihoz – főként a növényélettannak és a növényrendszertannak – szolgálnak alapul. A növényszervezettant alapvetően hét tudományterületre osztják fel, melyek az alábbiak:
- Növényalaktan (fitomorfológia) A  növények külső felépítésével,  alaki tulajdonságok leírásával és összehasonlításával foglalkozó tudományág.
- Növényszervtan (fitoorganográfia)
- Növényanatómia (fitotómia)
- Növényszövettan (fitohisztológia)
- Növénysejttan (fitocitológia)
- Növényszármazástan (fitofilogenetika)
- Növényegyedfejlődés-tan (fitoontogénia)

## Ajánlott irodalom
- Filarszky Nándor: Növénymorphologia
- Haraszty Árpád: Növényszervezettan és növényélettan